# Georg III av Imereti
Georg III av Imereti, död 1639, var en georgisk monark. Han var kung i kungariket Imereti mellan 1605 och 1639.